# Cheick Sallah Cissé
Cheick Sallah Cissé (Abidjan, 19 settembre 1993) è un taekwondoka ivoriano, campione olimpico della categoria 80 kg nel 2016.

## Palmarès
Olimpiadi
- 1 medaglia:
  - 1 oro (80 kg a Rio de Janeiro 2016).
  - 1 bronzo (+80 kg a Parigi 2024).

Giochi africani
- 1 medaglia:
  - 1 oro (pesi welter a Brazzaville 2015).

Africani
- 2 medaglie:
  - 1 oro (pesi welter a Port Said 2015)
  - 1 bronzo (pesi welter a Tunisi 2014).

Universiadi
- 1 medaglia:
  - 1 argento (pesi welter a Gwangju 2015).